# Jami al-tawarikh
Le Jami al-tawarikh (persan : جامع ‌التواریخ ; mongol cyrillique : Судрын чуулган) ou Histoire universelle ou Compendium des chroniques est une œuvre littéraire et historique iranienne de Rashid al-Din datant du début du XIVe siècle, sous le règne de l'il-khan mongol Ghazan.

## L'auteur
Rashid al-Din est né en 1247 à Hamadan dans une famille juive. Fils de pharmacien, il apprend la médecine et entre à ce titre à la cour du khan Abaqa. Rapidement, il prend une importance politique et devient en 1304 le vizir de Ghazan Khan. Il conservera sa place jusqu'en 1316, connaissant trois règnes successifs mais à la suite d'intrigues, sera finalement exécuté avec son jeune fils, le 13 juillet 1318.
On lui doit la mise en place un système économique et social stable en Iran, après la dévastation des invasions mongoles, et un important mécénat artistique et architectural. Il fut aussi un auteur prolifique, même si peu de ses œuvres nous sont parvenues : on ne connaît actuellement que quelques écrits théologiques et une correspondance sans doute apocryphe, en plus du Jami al-tawarikh. Son immense richesse fit dire de lui qu'il était l'auteur le mieux payé d'Iran.

## L'œuvre littéraire

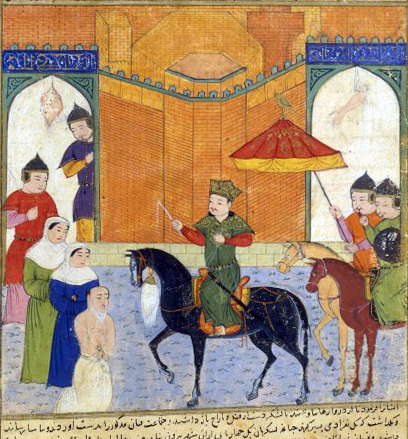
Ghazan entrant à Nîshâbûr (1294) (illustration du Jami al-tawarikh datant de 1430).

Le Jami al-tawarikh constitue la source historique la plus importante en ce qui concerne la période il-khanide et l'empire mongol dans son ensemble.

### Genèse
Le texte fut initialement commandé par le septième ilkhan de Perse Ghazan Khan, intronisé en octobre 1295, qui était désireux que les Mongols gardent un souvenir de leurs origines nomades, alors que ceux-ci se sédentarisaient et adoptaient les coutumes persanes. Ce texte, qui était alors destiné à exposer seulement l’histoire des Mongols et de leurs prédécesseurs dans la steppe, prit le nom de Ta’rikh-i Ghazani et constitue une partie du Jami al-Tawarikh.
 
Après la mort de Ghazan en 1304, Oldjaïtou, son successeur, demanda à Rashid al-Din de compléter son ouvrage afin d'en faire une histoire de tout le monde connu. Ce texte fut finalement achevé en 1307.

### Sources
Pour écrire son Jami al-tawarikh, Rashid al-din se serait basé uniquement sur des sources écrites. On a pu en retrouver quelques-unes :
- Pour l’Europe, la Chronique des papes et des empereurs de Martin d'Opava, datant du XIIIe siècle.
- Pour les Mongols, il semblerait qu'il ait eu accès à l’Histoire secrète des Mongols, datant de peu après 1227, grâce à Bolad (en), un envoyé du grand Khan à la cour il-khanide. Il se peut aussi que Rashid ait traduit cette partie d'une « première édition en mongol compilée par le ministre Bolad et ses assistants »[2].
- Pour la Chine, l'auteur connaissait la traduction de quatre manuscrits chinois : trois sur la médecine et un sur l’administration. De plus, il est notoire qu'il appréciait la calligraphie, la peinture et la musique chinoises. Les liens avec ce monde étaient d'autant plus facilités par le fait que des Mongols dirigeaient aussi l'empire chinois.

### Composition

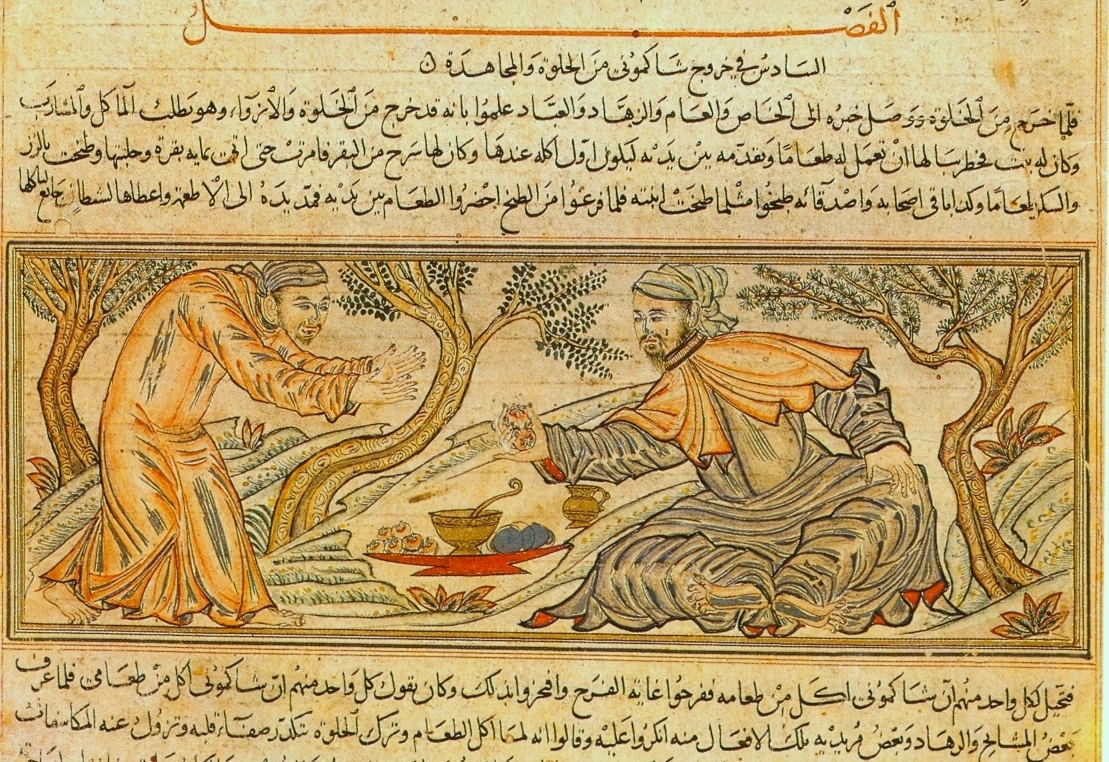
Bouddha offre un fruit au démon.

Le Jami al-tawarikh se compose de quatre grandes sections de longueurs diverses :
1. Le Ta'rikh-i Ghazani, la partie la plus étendue, qui comprend :
- Les maisons aristocratiques mongoles et turques : histoire, généalogies et légendes
- l'histoire des Mongols depuis Gengis Khan jusqu’à la mort de Ghazan Khan

2. La seconde partie comprend :
- L'histoire du règne d’Oldjaïtou jusqu’en 1310 (aucune copie connue)
- L'histoire des peuples non-mongols d’Eurasie : 
  - Adam et les patriarches,
  - les rois de la Perse préislamique,
  - Mahomet et les Califes,
  - les dynasties islamiques de Perse (Ghaznavides, shahs du Khwarezm, Isma’ilis)
  - les Turcs,
  - les Chinois,
  - les Juifs,
  - les Francs,
  - les Indiens.

3. Le Shu’ab-i Pandjgana (« 5 généalogies des Arabes, Juifs, Mongols, Francs, et Chinois »). Ce texte serait présent dans un manuscrit de la bibliothèque de Topkapi (cote 29 321), mais reste encore inédit.
4. Le Suwar al-akalim, un compendium géographique. Il n'est présent dans aucun manuscrit connu.

### Problèmes liés auJami al-tawarikh
Plusieurs problèmes sont liés à la rédaction du Jami al-tawarikh, et notamment à l'auteur lui-même. En effet, d’autres personnes, comme Abu’l Qasim al-Kashani, ont revendiqué la paternité de l'Histoire universelle. De fait, Rashid al-Din étant un homme très occupé par sa vie publique, il aurait employé des assistants pour traiter les matériaux recueillis et écrire la version primitive : Abu’l Qasim serait un de ceux-là. De plus, toutes les parties ne sont pas originales : ainsi, la section sur la période suivant la mort de Gengis Khan notamment serait directement empruntée à Ata-Malik Djuwaini. D'autres problèmes sont liés à l’objectivité de l’auteur et de son point de vue : il s'agit d'une histoire officielle dont Rashid al-Din est parfois le témoin direct, du fait de ses fonctions politiques (pour l’histoire des il-khanides notamment).
Selon L'historien Peter Jackson, Rashid ed-Din a nettement emprunté à l'historien Wassaf son histoire du sultanat de Delhi.
Selon le bibliothécaire de la BNF Edgard Blochet « ...il ressort d'une façon éclatante que Rashid ed-Din a indignement volé le malheureux Abd Allah el-Kashani. ... Il n'y a guère à douter qu'Abd Allah el-Kashani fût, comme il le prétend lui-même, le véritable auteur de la Djami el-tévarikh, et que Fadl Allah Rashid ed-Din se borna à la signer quand elle fut terminée, sans lui verser la somme qu'il lui avait promise.»
Selon Zeki Velidi Togan (en) nombres d'informations concernant la Chine et les Mongols ont été traduites par Rashid d'une « première édition en mongol compilée par le ministre Bolad et ses assistants ».

## Les manuscrits duJami al-tawarikhcontemporains de son auteur
Le Jami al-tawarikh connut dès son écriture un succès important, sans doute en partie en raison de l'importance politique de son auteur. De nombreux manuscrits en furent édités, en arabe et en persan, souvent pour des raisons pédagogiques et idéologiques. Leurs illustrations semblent parfois se référer à des évènements contemporains. 

### Manuscrits en arabe

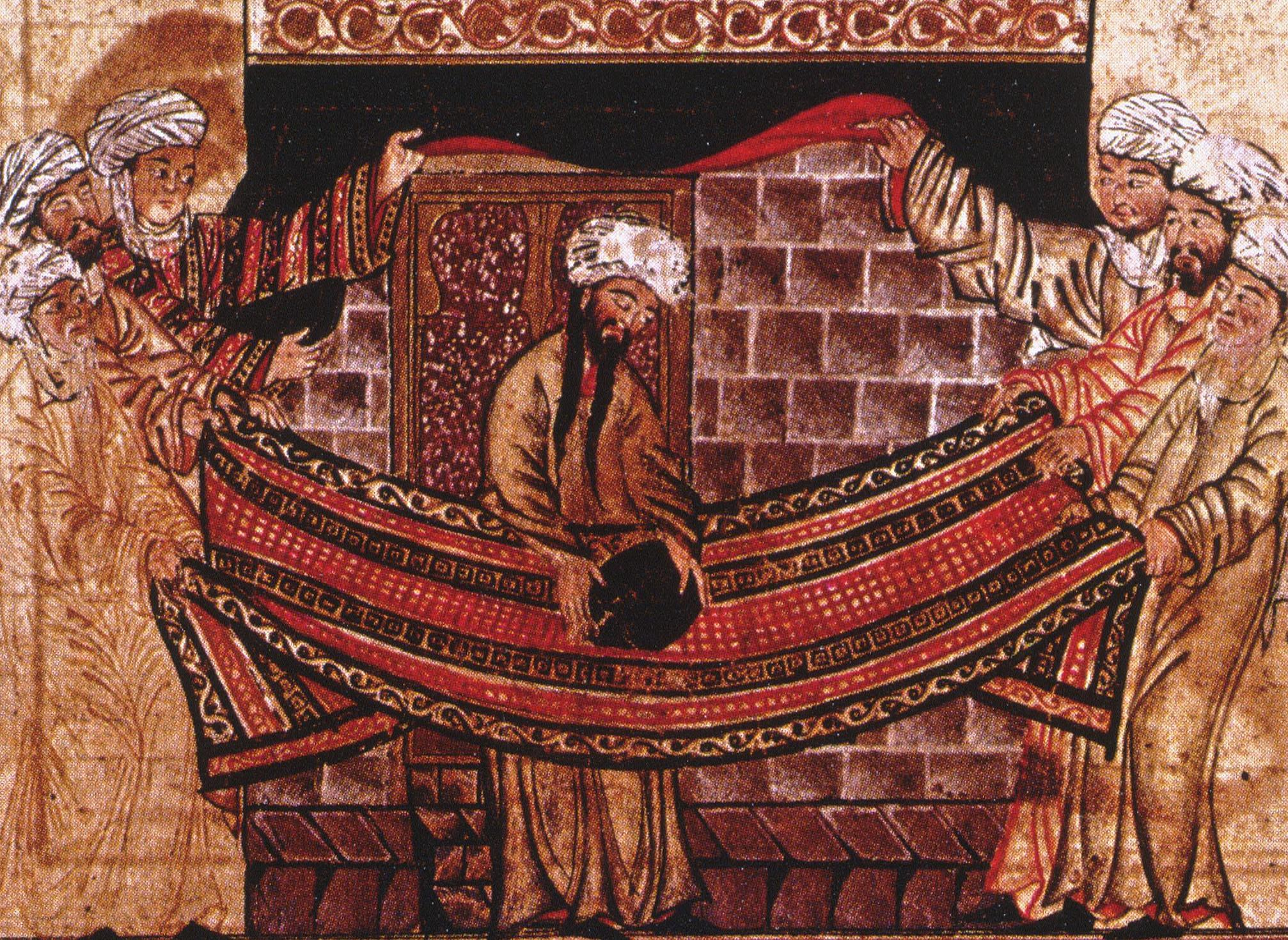
« Mahomet à la Kaaba », manuscrit d'Edimbourg

Il semble qu'il n'existe en fait qu'un manuscrit en arabe, divisé en deux parties entre l'université d'Édimbourg et la collection Nasser David Khalili, bien que certains chercheurs avancent la thèse qu'il s'agisse de deux éditions différentes. 
La partie d’Édimbourg mesure 41,5 x 34,2 cm et comporte 35 lignes par pages écrites en calligraphie nashki. Des manques sont à noter : les folios 1, 2 70 à 107, et la fin, mais il contient une date : 1306-1307. 
Le texte comprend quatre parties : l'histoire de la Perse et de l'Arabie pré-islamiques, l'histoire du prophète Mahomet et des califes, l'histoire des Ghaznévides, Seldjoukides et Atabeys et l'histoire des sultans du Khwarezm.
Soixante-dix miniatures rectangulaires ornent le manuscrit, qui reflètent le cosmopolitisme de la ville de Tabriz au moment de la production. Dans cette capitale, carrefour de routes commerciales et d’influences, et lieu de grande tolérance religieuse, les modèles chrétiens, chinois, bouddhistes et autres arrivaient pour alimenter l'inspiration des peintres.    

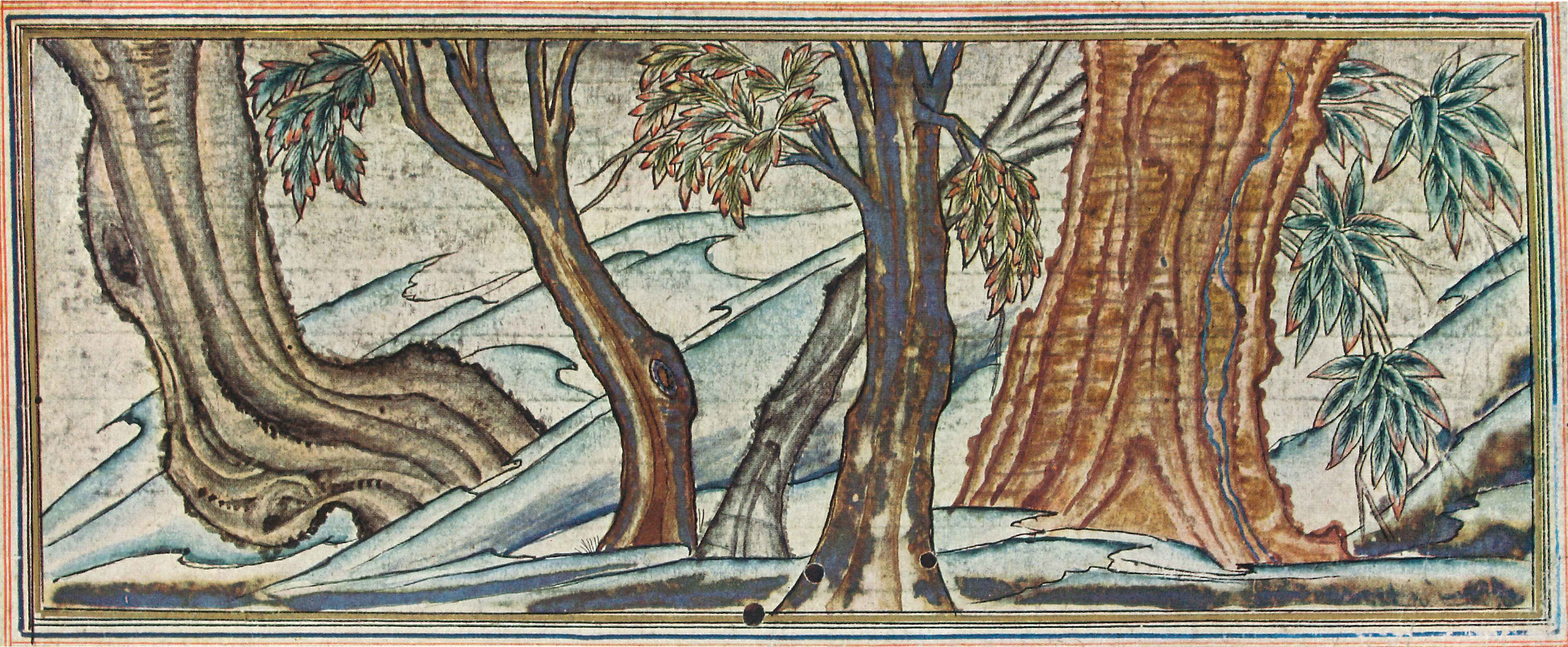
Les arbres sacrés de Bouddha, folio 47.

Selon D. T. Rice, on pourrait distinguer quatre peintres principaux et 2 assistants : 
- Le peintre d’Iram : le plus marqué par la Chine (éléments chinois, comme les arbres, intérêt pour le paysage, intérêt pour les personnages contemplatifs). Il se caractérise par un dessin ouvert, un modelé minimal, des draperies linéaires, une foule de détails, des compositions dépouillées et équilibrées, des couleurs délicates et pâles, une utilisation rare de l’argent. Il aurait peint surtout dans les premières miniatures, et se serait fait aider du maître de Tahmura

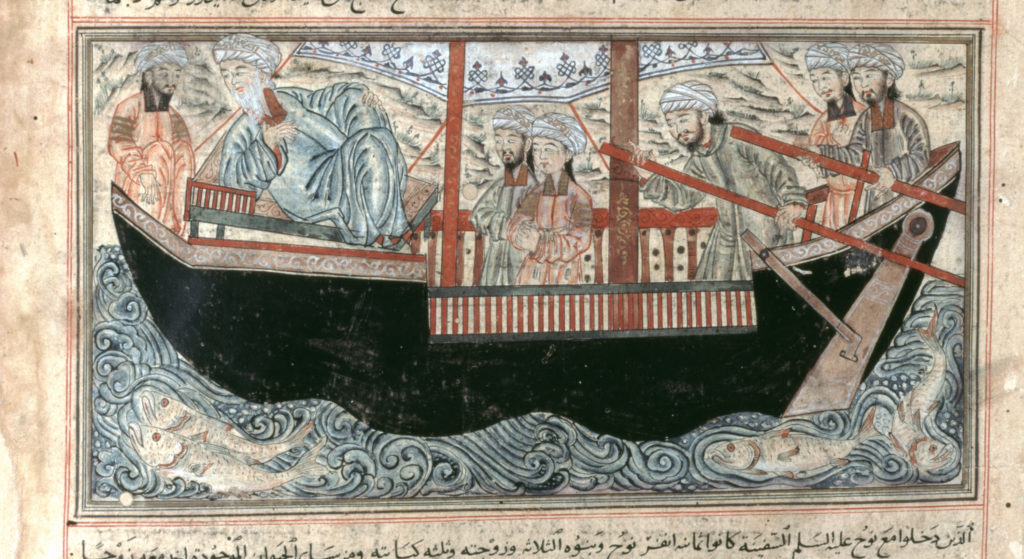
Illustration de l'Arche de Noé dans la collection Nasser D. Khalili

- Illustration de l'Arche de Noé dans la collection Nasser D. KhaliliLe peintre de Luhrasp : Il se caractérise par des sujets très variés, comportant beaucoup de scènes de trône, un style variable et éclectique, des drapés assez sévères et angulaires, une vérité des mouvements, des fonds dépouillés et vides. Son désintérêt pour la peinture de paysage marque un manque d'influences chinoises, qu'il compense par des inspirations de peintures arabes, syrienne et mésopotamiennes. Ses productions sont de qualité variable, et utilisent systématiquement l’argent. Son assistant : le maître des scènes de la vie du prophète.

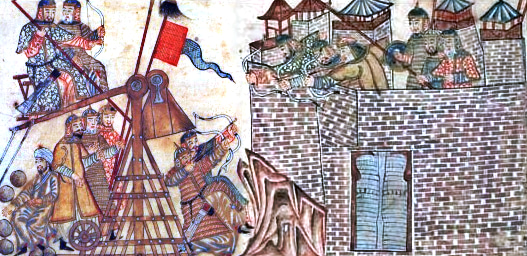
Ville soumise à un siège mongol, manuscrit d'Édimbourg.

- Ville soumise à un siège mongol, manuscrit d'Édimbourg.Le maître des scènes de bataille : un peintre assez négligent, ce qui se remarque quand le nombre d’armes ne correspond pas au nombre de personnages, ou qu'il manque une jambe aux chevaux. On remarque chez lui une absence de tout accent et d’horreur et une forte symétrie, ses compositions regroupant généralement deux partis face à face composés d’un chef et de deux ou trois suiveurs. Le décor se résume à l'herbe, indiquée en petites touffes de végétation, sauf lors des sièges et attaques de ville.

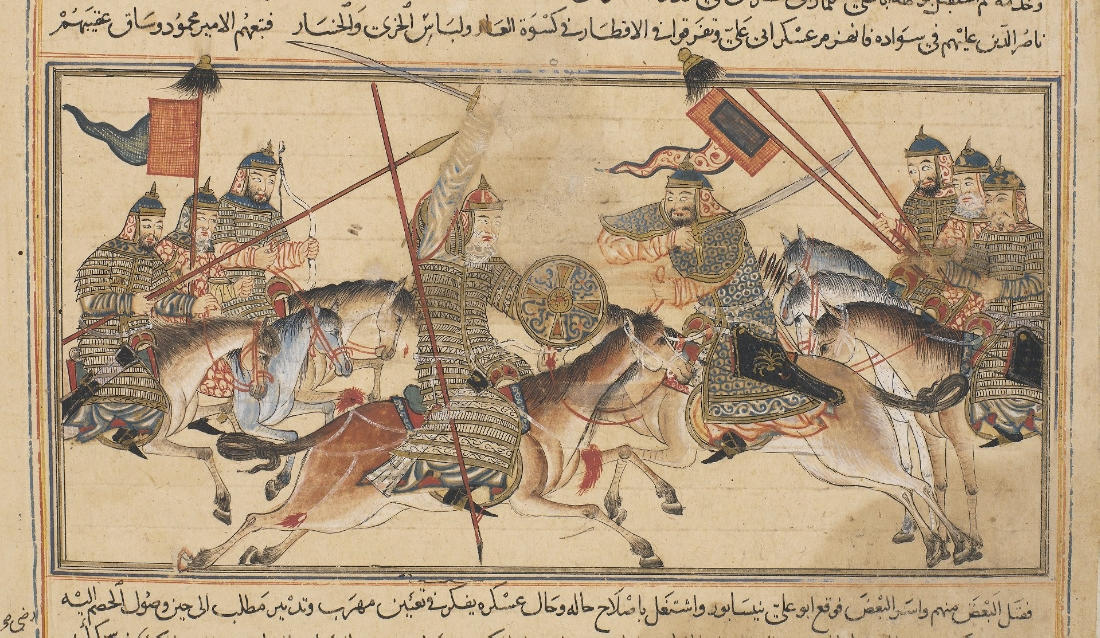
Bataille entre Mahmud ibn Sebuktegin et Abu Ali ibn Simjuri.

- Bataille entre Mahmud ibn Sebuktegin et Abu Ali ibn Simjuri.Le maître d’Alp Arslan intervient peu, à la fin du manuscrit. Son dessin est cru et mal équilibré, ses personnages souvent mal proportionnés.

On distingue également différents types ethniques et raciaux, qui se manifestent dans le physique des personnages, mais également dans leurs vêtements et leurs chapeaux. Ainsi recense-t-on le groupe des Abyssiniens, remarquablement bien observé, le type occidental, qui s'inspire de manuscrits chrétiens syriens, le type chinois, le type mongol, le type arabe...
La partie de la Khalili est datée 1314 et mesure 43.5 x 30 cm (dimensions un peu différentes du précédent en raison de la différence des modèles copiés). Elle comporte vingt illustrations, plus quinze pages avec des portraits des empereurs de Chine. À coup sûr, elle provient du même scriptorium et sans doute du même manuscrit que la précédente partie. Son texte couvre l’histoire de Mahomet, la fin de l’histoire de la Chine, l’histoire de l’Inde et un fragment de celle des Juifs. Visiblement, le peintre de Luhrasp et le peintre d’Alp Arslan y ont également travaillé. On remarque quelques différences stylistiques à attribuer à la différence de date.
Un nouveau peintre apparaît, pour les portraits des dirigeants chinois, qui utilise des techniques particulières semblant imiter celle des peintures murales Yuan (selon S. Blair) : importance de la ligne et du lavis, utilisation de rouge brillant et de noir. Cet artiste semble donc très familier de la Chine.

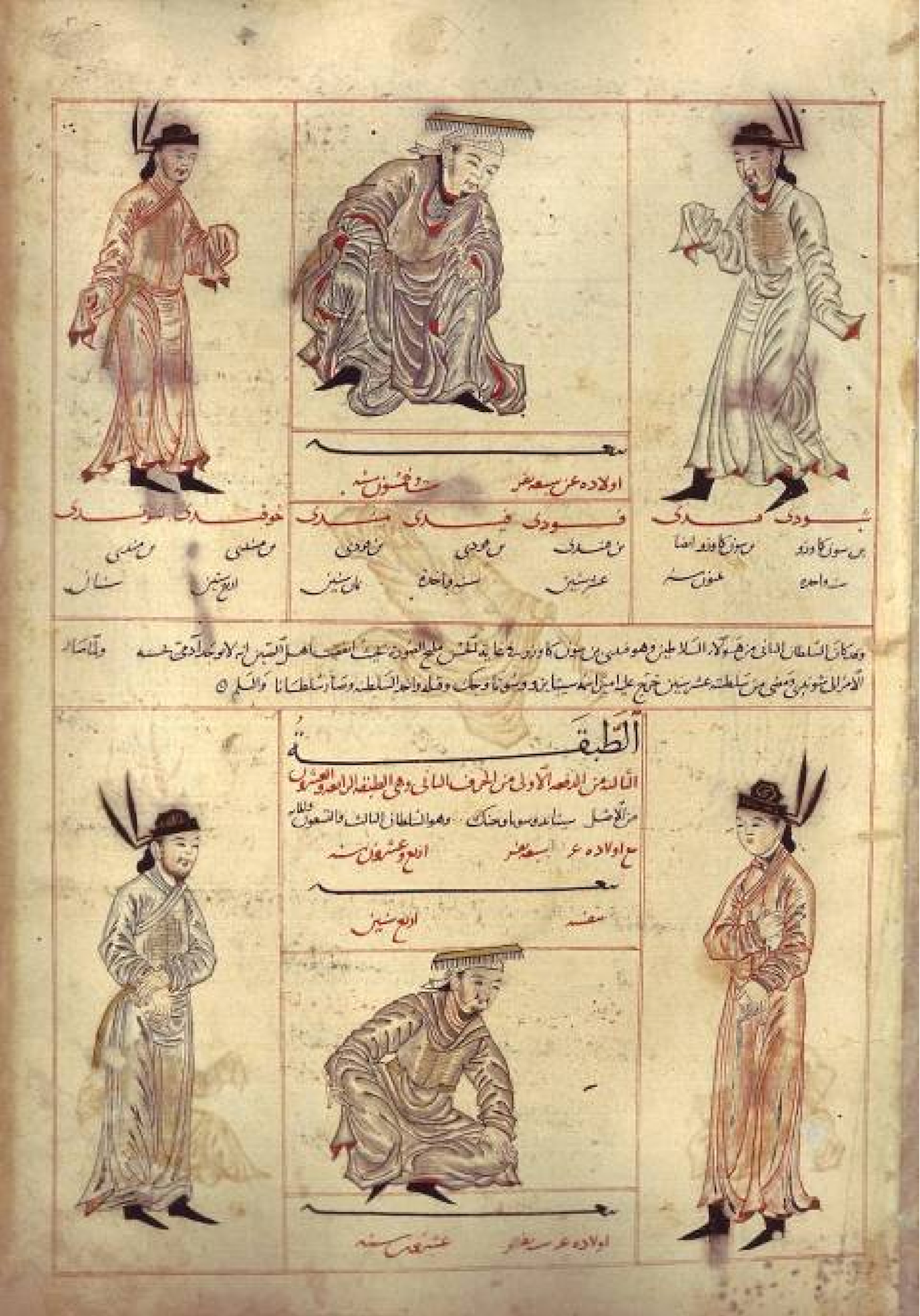
Deux empereurs des dynasties Qi et Liang.

### Manuscrits en persan
On connaît deux copies en persan conservées à Istanbul, à la bibliothèque de Topkapi : 
- le ms. H 1653, fait en 1314, qui comporte des ajouts de la période Timuride pour le sultan Shah Rukh ;
- le ms. H 1654, fait en 1317, qui comprend 118 illustrations, dont 21 pages de portraits d’empereurs chinois. Il aurait été copié pour Rashid al-Din.

Il est difficile d'en dire plus sur ces ouvrages qui n'ont pas été étudiés et ne le seront certainement pas d'ici plusieurs années, la bibliothèque de Topkapi se refusant obstinément à ouvrir ses collections aux chercheurs.

## Pour en savoir plus

### Texte
- Histoire générale du monde, histoire des Mongols, éditée par Edgard Blochet, Brill 1911 (lire en ligne sur Gallica).
- Histoire des mongols de la Perse, traduction en français d’une partie du Jami al-tawarikh par Quatremère, Impr. royale, Paris 1836 (lire en ligne sur Gallica).
- (en) Manuscrit d'Edinbourg en ligne.
- (en) The History of India, as Told by Its Own Historians, extraits concernant l'Inde par Sir H. M. Elliot et John Dowson, Londres, 1871.
- (en) Reproduction de miniatures, Khalili Collection.